# Jehangir Karamat
Jehangir Karamat (auch kurz JK; * 20. Februar 1941 in Karatschi) ist ein pakistanischer pensionierter Vier-Sterne-Armeegeneral, Diplomat und ehemaliger Professor für Politikwissenschaft an der National Defense University.

## Leben
Jehangir Karamat wurde 1941 in Karatschi geboren. Seine Familie stammt aus Sahiwal. Sein Vater Karamat Ahmad war als Beamter im öffentlichen Dienst Indiens angestellt. Er wurde nach der Teilung Indiens Beamter im öffentlichen Dienst Pakistans. Karamat trat nach seinem Abschluss der Highschool 1958 der Armee bei. Er setzte seine Schullaufbahn an der Pakistan Military Academy fort. Er verließ die Akademie als Bester Kadett und erhielt 1961 für seine schulischen Leistungen das Sword of Honour. Karamat ging 1969 auf das Command and Staff College in Quetta. Seinen Abschluss erhielt er 1971. Seinen Master in internationale Beziehungen machte Karamat an der National Defense Universität 1976. Er machte einen weiteren Master in Kriegssoziologie. Jehangir Karamat wurde 1995 durch Premierministerin Benazir Bhutto zum neuen Armeechef (COAS) ernannt. Dies wurde durch Präsident Farooq Leghari bestätigt. Karamat war während seiner Nominierung der erfahrenste General. Er konkurrierte mit vier anderen Generälen um den Posten des Armeechefs. Karamat zielte als Armeechef auf eine Zusammenarbeit mit Premierministerin Bhutto und Präsident Leghari ab. Er realisierte jedoch, dass Amtsmissbrauch von Bürokraten und Politikern zu einer Auflösung der Regierung von Bhutto führen werde. Karamat wandte sich an den Vorsitzenden des Parlaments, Yousaf Raza Gilani, und versuchte zwischen Bhutto und Leghari zu vermitteln. Er
unterstützte die Gute Regierungsführung Karamat wurde nach seiner Beförderung zum Viersternegeneral Professor für Politikwissenschaften an der National Defense Universität. Pervez Musharraf gehörte zu seinen Schülern und wurde durch Karamat regierungstechnisch geprägt. Er folgte 2000 einem Ruf an der Stanford-Universität und wurde Professor für Kriegssoziologie am Center for International Security and Cooperation (CISCA) in Stanford. Er nahm anschließend eine Stelle am renommierten Islamabad Policy Research Institute (IPRI). Karamat war von 2004 bis 2006 Botschafter Pakistans in den USA.